# Yamato Takeru
Yamato Takeru (ヤマトタケルノミコト Yamato Takeru no Mikoto), ban đầu Hoàng tử Ōsu (小碓命 (Tiểu Đối Mệnh) Ōsu no Mikoto), là hoàng tử huyền thoại của triều đại Yamato, con của Thiên hoàng Keikō, theo truyền thống là Thiên hoàng thứ 12 của Nhật Bản. Tên của ông được viết bằng kanji có thể biến đổi, trong Nihon Shoki được viết là 日本武尊 (Yamato Takeru no Mikoto (Nhật Bản Võ Tôn)/ やまとたけるのみこと) và trong Kojiki là 倭建命 (Yamato Takeru no Mikoto (Oa Kiến Mệnh)/ やまとたけるのみこと).
Câu chuyện về cuộc đời và cái chết của ông được kể chủ yếu trong biên niên sử Nhật Bản Kojiki (712) và Nihon Shoki (720), nhưng cũng được đề cập trong Kogo Shūi (807) và một số sách sử như Hitachi no Kuni Fudoki (常陸国風土記 Thường Lục Quốc Phong Thổ Kí) (721). Một trong những người con trai của ông đã trở thành Thiên hoàng, Thiên hoàng Chūai, Thiên hoàng thứ 14 của Nhật Bản.
Năm sinh và mất của ông không được ghi chép cụ thể nhưng dựa trên biên niên sử, năm sinh và mất của ông có thể được tính toán. Ông sinh năm 72 và mất năm 114. Chi tiết khác nhau giữa hai cuốn sách, và phiên bản trong  Kojiki  được cho là đồng thuận với giả thuyết này.

## Câu truyện huyền thoại
Hoàng tử Ōsuno là con thứ ba của Thiên hoàng Keikō. Ōsuno được Thiên hoàng đánh giá cao về lòng can đảm.
Ōsuno được cử đến tỉnh Izumo, nay là phần phía đông của tỉnh Shimane, và sau đó là vùng đất Kumaso, ngày nay là tỉnh Kumamoto để dẹp loạn. Tại đây hai anh em, Kumaso và Takeru nổi dậy chống Thiên hoàng. Khi đó Hoàng tử Ōsuno bấy giờ mới mười sáu tuổi.
Trước khi rời khỏi kinh đô, Ōsuno đến cầu nguyện tại Thần cung Ise và xin lời khuyên từ người cô là Yamatohime no mikoto chủ tế của Thiên chiếu đại thần Amaterasu. Yamatohime đã tặng cho Ōsuno chiếc áo choàng và cầu mong Ōsuno giành chiến thắng.
Ōsuno sau khi rời khỏi Thần cung Ise đã thẳng tiến xuống phía nam. Dần dần tiến vào lãnh địa của Kumaso và Takeru.
Do muốn tấn công bất ngờ, Ōsuno ra lệnh cho đoàn quân dừng lại. Ōsuno bảo vợ là Ototachibana-hime mang đến chiếc áo choàng mà thần chủ Thần cung Ise ban tặng, giúp Ōsuno hóa trang thành phụ nữ.
Sau đó Ōsuno giả dạng thành hầu gái tiến vào nơi ở của Kumaso và Takeru. Tại đây, trong tiệc rượu Ōsuno đã giết chết Kumaso, Takeru khiếp vía bỏ chạy nhưng cũng bị giết nốt.
Sau thành công này Ōsuno được gọi là "Yamato Takeru" (nghĩa là "Người đàn ông quả cảm nhất Yamato").
Sau khi hoàn thành nhiệm vụ Thiên hoàng giao cho, Hoàng tử Ōsuno liền chuẩn bị hồi kinh. Trên đường về Ōsuno đi qua địa phận tỉnh Izumo. Nơi đây Ōsuno đụng độ với Izumo Takeru thủ lĩnh phiến quân nổi loạn khác. Ōsuno liền nghĩ ra một kế, giả vờ kết thân với Izumo dưới một cái tên giả. Ōsuno làm một cây kiếm gỗ, giấu kín nó bên trong vỏ kiếm của mình, mang theo nó bên mình mỗi lần gặp Izumo.
Rồi Ōsuno mời tên Izumo đến bên bờ sông Hinokawa, và rủ thi bơi, trong lúc Izumo còn đang lặn thì Hoàng tử liền nhanh chóng quay lại bờ. Chàng thay thanh kiếm gỗ của mình vào chỗ thanh kiếm bằng thép của Izumo.
Lát sau Hoàng tử Ōsuno mời Izumo tỉ thí kiếm thuật. Izumo cầm lấy thanh kiếm gỗ mà Hoàng tử Ōsuno đã đánh tráo và bị chém chết.
Sau khi về kinh đô, Ōsuno được Thiên hoàng ban thưởng.
Sau đó một thời gian, tại vùng phía đông xảy ra bạo loạn. Thiên hoàng đã cử Takeru thảo phạt. Khi đó Takeru gần ba mươi tuổi.
Trước khi rời kinh Thiên hoàng trao cho Takeru một ngọn giáo tên "Bát Tầm mâu" (八尋矛 Yahirohoko), và lệnh cho Takeru tiến quân dẹp loạn.
Trên đường đi Takeru đến viếng Thần cung Ise, và Yamatohime cho mượn thanh kiếm Murakumo, một trong Tam chủng thần khí, cùng một cái túi tự may, trong túi đầy đá lửa (thường dùng để đánh lửa).

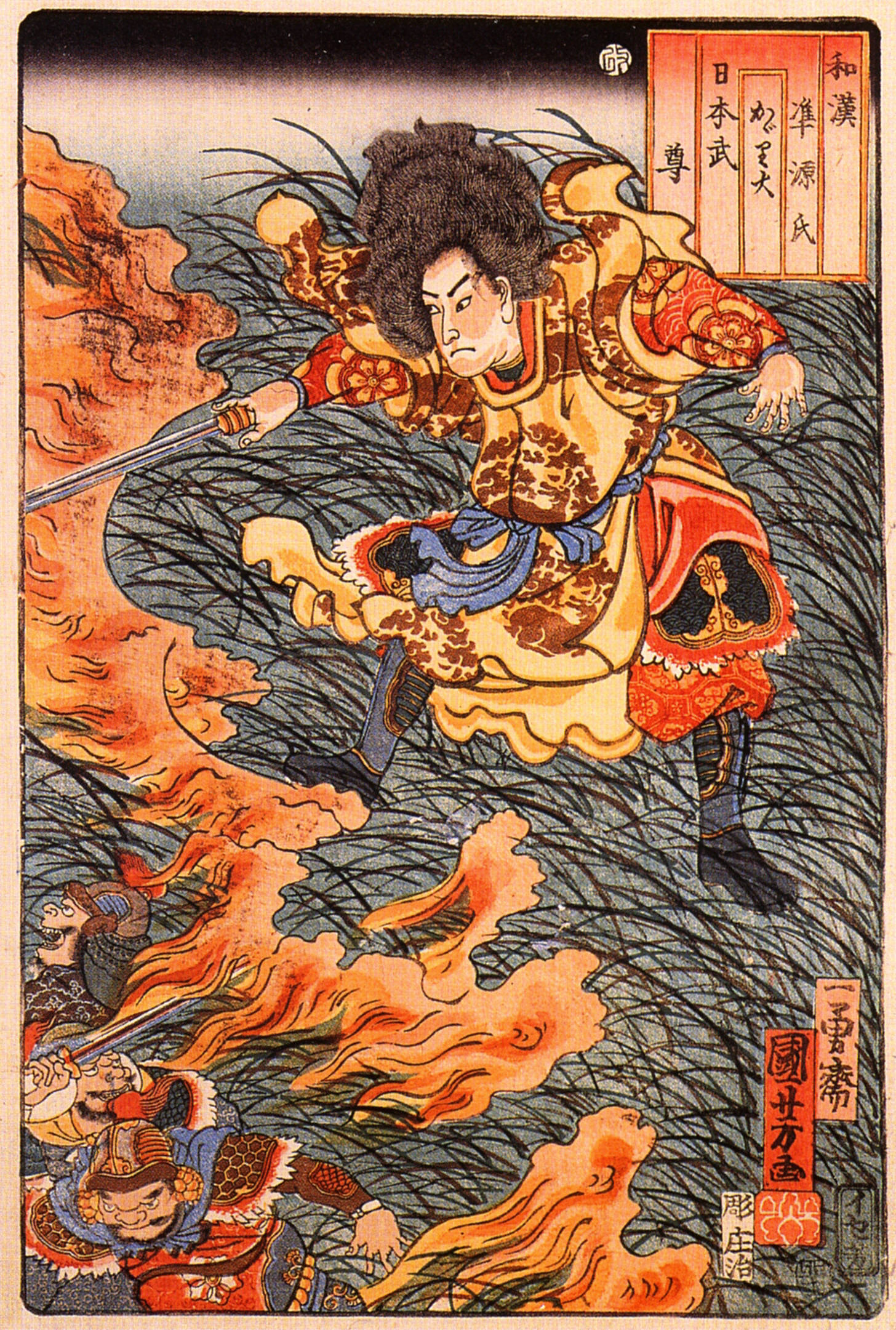
Takeru vượt rừng lửa. Utagawa Kuniyoshi, 1798 - 1861

Yamato Takeru tiến đến vùng phía Đông đi qua tỉnh Owari, và sau đó đến Suruga. Lãnh chúa Suruga tiếp đón long trọng, thiết đãi chàng bằng các buổi yến tiệc. Sau đó, lãnh chúa rủ Takeru đi săn nhưng thực tế cho người đốt khu rừng mục đích giết hại Takeru.
Takeru không nghi ngờ tiến vào khu rừng. Khi bị lửa bao quanh bốn phía Takeru mở túi đá và đánh lửa bén vào ngọn cỏ gần mình. Sau đó rút thanh Murakumo ra khỏi vỏ nhanh chóng cắt trụi hết cỏ hai bên. Gió đổi hướng cứu Takeru thoát chết và thiêu sống lãnh chúa Suruga.
Hoàng tử Takeru đổi tên thanh kiếm là Kusanagi-no-Tsurugi (草薙の剣 Thảo Thế Kiếm), và nơi đánh lửa vào ngọn cỏ quanh mình và tìm đường thoát chết trong biển lửa thì được đặt là Yaizu. Ngày nay vẫn còn vùng Yaizu bên cạnh tuyến cao tốc Tokaido.
Sau khi qua Suruga, quân đội của Takeru tiến tới bờ biển Izu nơi Takeru phải vượt qua để đến Kazusa.

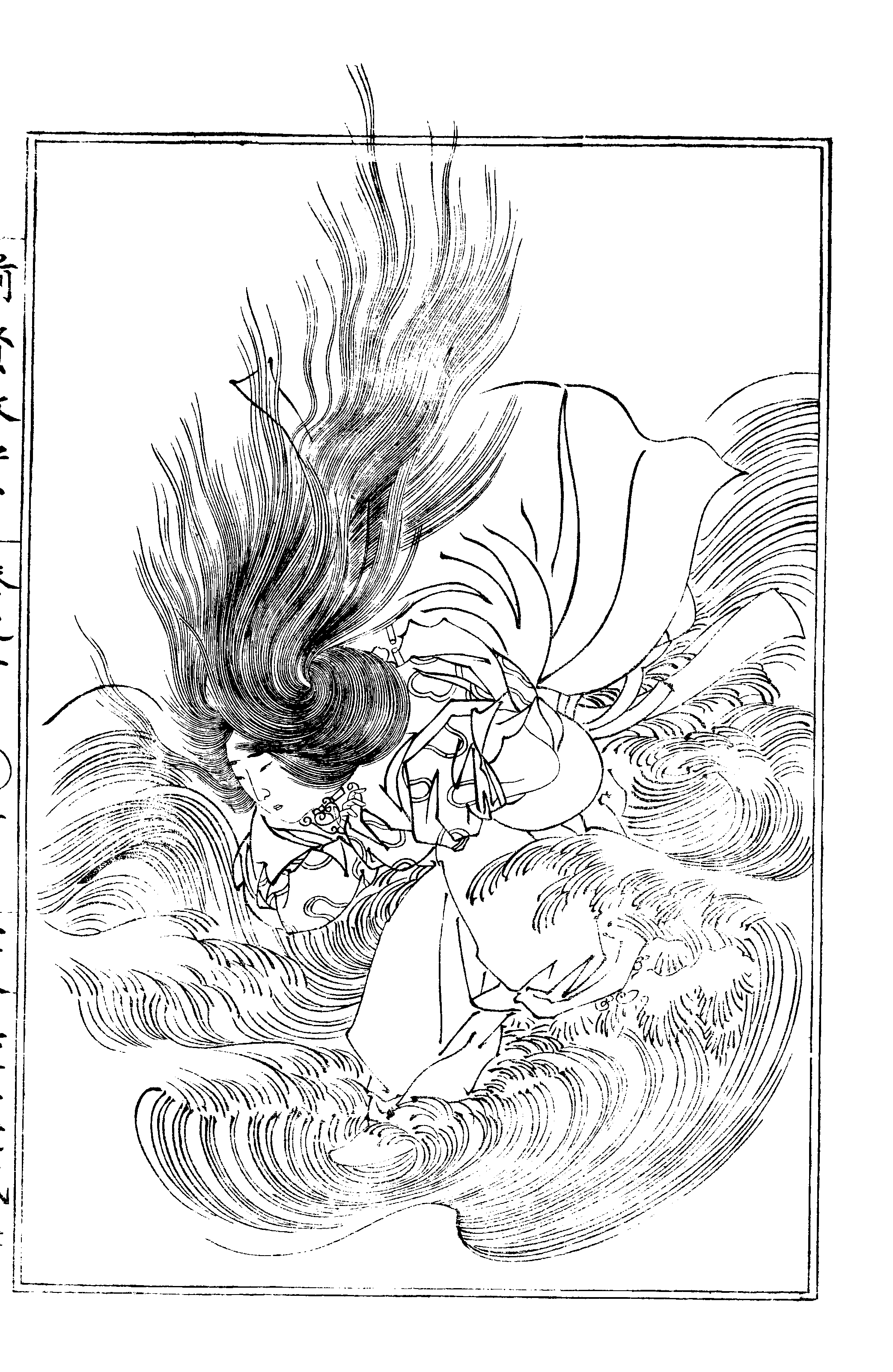
Ototachibana-hime nhảy xuống biển

Tại Owari nơi quân Takeru dừng chân có thành Owari, nơi đây có Công chúa Miyazu nổi tiếng xinh đẹp. Takeru ngỏ ý sẽ lấy Miyazu sau khi thắng trận. Điều này khiến Ototachibana-hime người vợ đi cùng Takeru vô cùng buồn.
Tại bờ biển Izu, Takeru đã chế diễu biển cả, khiến Rinjin (Long Thần) tức giận tạo ra gió bão khi quân của Takeru cố vượt qua biển. Ototachibana-hime đã nhảy xuống biển để hiến tế giúp Takeru có thể vượt biển tới Kazusa.
Yamato Takeru đến bờ an toàn đúng Ototachibana đã thỉnh cầu. Và thảo phản thành công.
Trên đường hồi kinh Takeru đi qua con đèo Usui Toge, cảnh vật khiến Takeru nhớ đến Ototachibana-hime và gọi tên: "Ôi, Azuma, Azuma!" (Azuma = vợ). Khu vực đó được đặt tên Azuma.

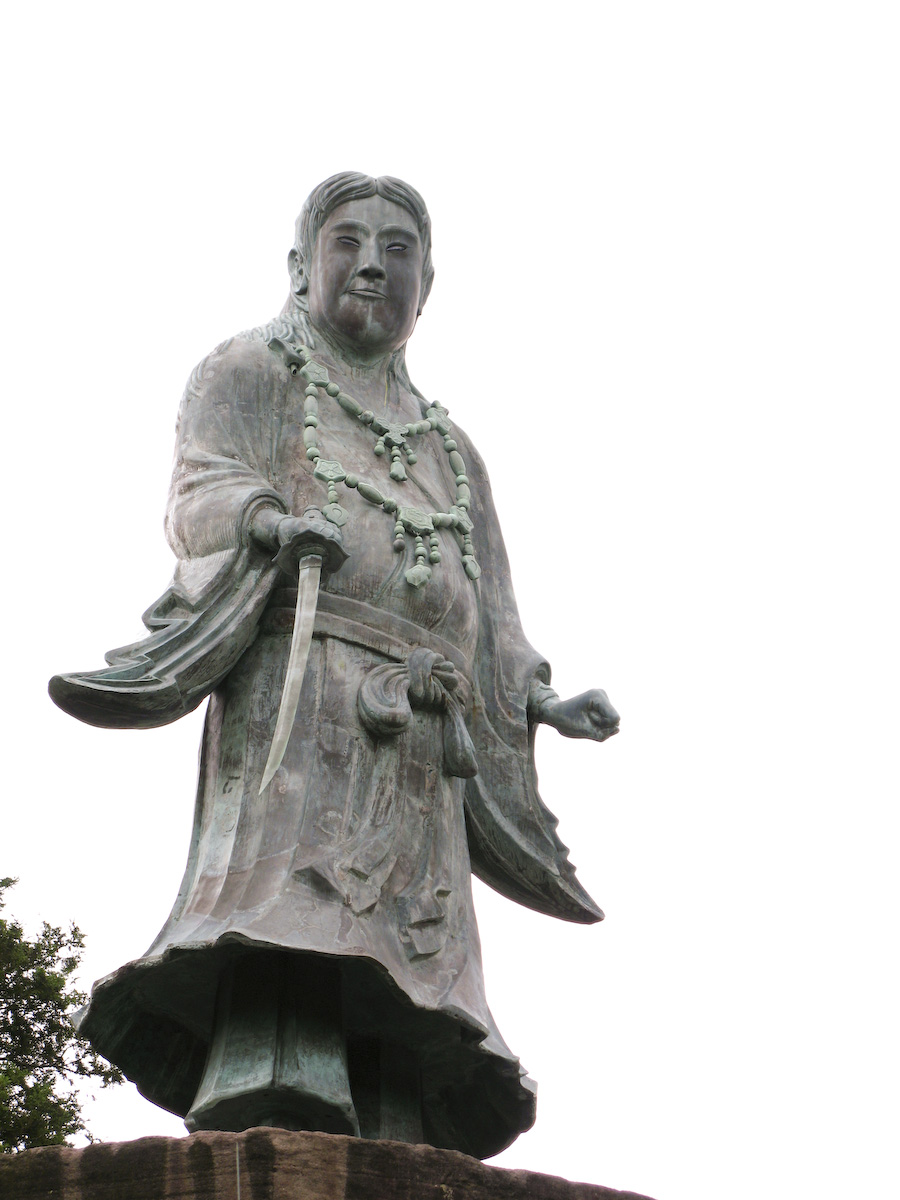
Tượng Yamato Takeru ở Kenroku-en

Trên đường về kinh khi qua tỉnh Omi, Takeru nói mình sẽ chinh phục sơn thần ở núi Ibuki bằng chính bàn tay trần. Vị sơn thần trên núi lại trút một cơn mưa xuống Yamato Takeru, khiến Takeru sinh bệnh mà chết ở Nobono tỉnh Mie. Theo sử chép năm đó là năm thứ 43 Thiên hoàng Keikō.
Tài sản của Takeru được đưa trở lại Thần cung Ise, trong đó có kiếm thần.
Truyền thuyết còn kể rằng một con chim trắng khổng lồ bay lên từ mộ của Yamato Takeru, sau khi đáp xuống Kawachi con chim lại bay đi mất.